# Will.i.am
will.i.am, właściwie William James Adams (ur. 15 marca 1975 w Los Angeles) – amerykański raper, producent i multiinstrumentalista. Jest współzałożycielem i członkiem zespołu The Black Eyed Peas.

## Biografia i początki kariery
Adams urodził się w północno-wschodniej dzielnicy Los Angeles, Boyle Heights. Ma dwóch rodzonych braci i siostrę, oraz czworo adoptowanego rodzeństwa. Nigdy nie poznał swojego ojca.
Adams chodził do Liceum Palisades Charter High School wraz z DJ-em, piosenkarzem oraz producentem muzycznym Stefanem Gordy (RedFoo) z grupy LMFAO. W wieku 14 lat poznał swojego przyjaciela Alana Pineda-Lindo (apl.de.ap), z którym w 1991 roku założył grupę break-dance Tribial Nation pod pseudonimem Will 1X. Rok później projekt ten przerodził się w zespół Atban Klann. Po podpisaniu kontraktu płytowego w 1993 w wytwórni Eazy-E Ruthless Records wraz z Mookie Mook, DJ Motiv8 i Dante Santiago rozpoczęli pracę nad pierwszym albumem Grass Roots i ukończyli ją pod koniec 1994. Album ten nie został jednak nigdy wydany ze względu na śmierć założyciela wytwórni. Zespół rozpadł się w 1995 roku.

## Kariera muzyczna

### Black Eyed Peas
W tym samym roku po rozpadzie pierwotnego składu Atban Klann Adams zmienił swój pseudonim na will.i.am i wraz z apl.de.ap i Taboo założył zespół Black Eyed Pods, którego nazwę przekształcono później na Black Eyed Peas. W latach 1997–1998 trwała praca nad pierwszą płytą zespołu Behind the Front. Album odniósł umiarkowany sukces. Do 2012 sprzedał się w nakładzie 1 200 000 kopii. Dwa lata później wydali album Bridging the Gap, któremu nie udało się powtórzyć sukcesu poprzednika. W 2001 do zespołu dołączyła Fergie. Od tego czasu kwartet ten wydał jeszcze 4 albumy. Ich sprzedaż wynosi łącznie około 42 000 000, zdobywając wiele certyfikatów, m.in. potrójną platynę za album The E.N.D.

### Kariera solowa 2001–2008
W 2001 wydał pierwszy album Lost Change na potrzeby stacji telewizyjnej BBC. Dwa lata później światło dzienne ujrzał projekt Must B 21. Piosenkę „Go” wykorzystano w soundtracku do gry komputerowej NBA Live 2005. Oba albumy nie uzyskały wielkiego rozgłosu. Sytuacja uległa pewnej zmianie po wydaniu trzeciego albumu Songs About Girls w roku 2007. Mimo że album nie uzyskał sukcesu komercyjnego (w Polsce pokryła się złotem), to dzięki przychylnym opiniom krytyków single „Heartbreaker”, „I Got It from My Mama” i „One More Chance” odniosły duży sukces w rozgłośniach radiowych i telewizji.

### #willpoweri kontrowersje
23 kwietnia 2013 roku wydał 4. album studyjny #willpower po dwóch latach od ukazania się pierwszego singla „T.H.E”. Piosenka ostatecznie nie znalazła się na albumie. Wydano jeszcze 4 single – „This Is Love”, „Scream & Shout”, „#thatPower” i „Fall Down”. Album uzyskał status platynowego we Francji i Wielkiej Brytanii
Krótko po wydaniu pojawiło się wiele kontrowersji dotyczących piosenek „Let’s Go” i „Bang Bang” jakoby zawierały sample kompozycji „Rebound” Arty'ego i Mata Zo oraz „Epic” w wykonaniu Sandro Silvy & Quintino, bez udzielenia zgody ich twórców. Album został odebrany chłodno przez krytyków i zebrał krytyczne recenzje, głównie za nadużycie efektu auto-tune. Magazyn Rolling Stone ocenił album na 3/5 gwiazdek, Stephen Unwin z Daily Express powiedział: „Nie masz nic ciekawego do zaprezentowania? Zaproś inne gwiazdki pop’u do kolaboracji”. Do lipca 2013 album sprzedał się na całym świecie w nakładzie 230 000 sztuk.

### Kariera producenta
Współpracował lub współpracuje m.in. z takimi artystami jak: Shakira, Mary J. Blige, 2NE1, Eazy-E, Nas, John Legend, Planet Asia, Sting, De La Soul, Wyclef Jean, Macy Gray, Justin Timberlake, Q-Tip, Mos Def, The Pussycat Dolls, Carlos Santana, Jennifer Lopez, Ricky Martin, Rihanna, Earth, Wind & Fire, The Rolling Stones, Erykah Badu, Stevie Wonder, India.Arie, Sérgio Mendes, Shaggy, Michael Jackson, Usher, Common, Talib Kweli, Busta Rhymes, Nicole Scherzinger, Nicki Minaj, Fergie, Cheryl Cole, Britney Spears, Eva Simons, Justin Bieber.
Jako producent wydał albumy takim artystom jak: Justin Bieber, Britney Spears, U2, Rihanna, Usher, Justin Timberlake, Earth, Wind & Fire, Nicki Minaj, Cheryl Cole, 2NE1, SMAP, The Game, Nas, Bone Thugs-n-Harmony, Daddy Yankee, Wolfgang Gartner i Juanes.

### Inne projekty
Adams jest założycielem fundacji charytatywnej I.Am.Angel, pomagającej biednym dzieciom z Ghetta, I.Am.Home, regulującej zadłużenia kredytowe rodzin zagrożonych utratą nieruchomości, oraz I.Am.First, specjalizującej się w dokształcaniu amerykańskich uczniów w dziedzinach robotyki.
W 2011 został dyrektorem kreatywnym firmy Intel. W maju 2022 Mercedes-AMG przedstawił unikatowy projekt zbudowanego w jednym egzemplarzu modelu will.i.AMG będącego rezultatem współpracy z amerykańskim artystą.
Od 1. do 10. sezonu był jurorem w brytyjskiej edycji The Voice.

## Dyskografia

### Albumy studyjne
- Lost Change (2001)
- Must B 21 (2003)
- Songs About Girls (2007) – złota płyta w Polsce[11]
- #willpower (2013)